# Aline Bußmann
Aline Mathilde Bußmann (verheiratete Hager; * 17. Februar 1889 in Hamburg; † 4. Juli 1968 ebenda) war eine deutsche Schauspielerin, Rundfunksprecherin und Publizistin. Sie spielte an der Niederdeutschen Bühne in Hamburg, dem späteren Ohnsorg-Theater, und sprach zahlreiche Hörspiele in niederdeutscher Sprache. Freundschaften verbanden sie mit den Schriftstellern Gorch Fock, dessen Nachlass sie herausgab, und Wolfgang Borchert, für den sie zur Mentorin wurde.

## Leben
Aline Bußmanns Vater, ein Marineoffizier und Angestellter der Kaiserlichen Werft Kiel, starb, als sie vier Jahre alt war. Bis zum neunten Lebensjahr lebte sie mit der Mutter und ihrem Bruder Theo, der später im Ersten Weltkrieg fiel, in Kiel, dann zog sie nach Hamburg. Von 1903 bis 1907 wohnte sie im Schmilinsky-Stift, einem Waisenheim, und legte auf der Klosterschule 1907 das Lehrerexamen ab. Sie arbeitete eineinhalb Jahre als Lehrerin für Kunst- und Literaturgeschichte, musste allerdings den Beruf zurückstellen, um die kranke Mutter zu pflegen. Nach deren Tod im Jahr 1910 begann Bußmann eine Schauspielausbildung. Bereits im Folgejahr gehörte sie dem Ensemble der Gesellschaft für dramatische Kunst des Hamburger Theaterleiters Richard Ohnsorg an.
Im Oktober 1912 spielte Bußmann die Frauenrolle im Einakter Doggerbank des Schriftstellers Gorch Fock. Dieser war von Bußmanns Darbietung stark beeindruckt, und die Begegnung führte zu „einer über seinen Tod hinauswährenden Seelenpartnerschaft“, wie es Raymond Fred-Niemann ausdrückte. Der Komponist Mathias Husmann, der die Beziehung zwischen dem verheirateten Schriftsteller und der Schauspielerin 2011 in einer Musikalischen Tanzdichtung verarbeitete, bezeichnete ihr Verhältnis als „innige Liebe“, aus der heraus Gorch Fock „fast 200 glühende Briefe“ an seine Muse geschrieben habe. Laut Hugo Sieker verband beide eine Gemeinsamkeit in ihren Empfindungen und Gedanken, sowie eine starke Sehnsucht nach Unabhängigkeit. Bußmann wurde für Gorch Fock gleichermaßen künstlerische Inspiration und kritische Begleitung, so dass er ihr bereits zu Lebzeiten die Ordnung seines Nachlasses anvertraute.
Gorch Focks Schauspiel Cili Cohrs war eine Hommage an Bußmann, die bei der Uraufführung am 24. Januar 1914 die Titelrolle spielte. Der Autor schrieb in einem Brief an sie: „Die Sonnenkraft Ihrer Seele gab mir die Kraft, die ‚Cili Cohrs‘ zu entwerfen.“ Nach seiner Einberufung in den Ersten Weltkrieg im Folgejahr lernte Aline Bußmann 1915 bei Proben im Deutschen Schauspielhaus den Rechtsanwalt Carl Hager kennen, den sie später heiratete. Die Mitteilung dieser neuen Bekanntschaft versetzte Gorch Fock, der nach seinen idealistischen Vorstellungen von der Kriegswirklichkeit ohnedies desillusioniert war, einen schweren Schlag. 1916 starb er in der Skagerrakschlacht beim Untergang des Kreuzers Wiesbaden. Mit der Herausgabe seines Nachlasses bestimmte Aline Bußmann laut Dirk Hempel die Leitmotive der postumen Rezeption des Schriftstellers und trug mit der Betonung von Kriegs- und Heldenmythos und den vermeintlich typisch germanischen Zügen Gorch Focks zu dessen Erfolg in der Zeit des Nationalsozialismus bei.
Von 1919 an hatte Bußmann, die auch nach ihrer Heirat weiter unter ihrem Mädchennamen auftrat, ein Engagement an der Niederdeutschen Bühne, dem späteren Ohnsorg-Theater. Sie spielte Hauptrollen in Marie von August Hinrichs, De Roop und Blaue Amidam von Ingeborg Andresen, Hilligenloh von Wilhelm Scharrelmann, Mudder Mews von Fritz Stavenhagen, De Bilöper von Ernst Schnackenburg, Kloor Kimming von Jan Fabricius, Dat anner Leben von Walter Looschen, Straatenmusik und Kasper kümmt na Huus von Paul Schureck, Griese Wulf von Hans Heitmann, Lilofee von Manfred Hausmann und De Loots von Falshöft von Wilhelm Plog. Ein großer Erfolg wurde die Titelrolle in Hans Ehrkes Ose von Sylt, eine dramatische Rolle, mit der sich Bußmann besonders identifizieren konnte. Ein Porträt der Schauspielerin in dieser Rolle fertigte 1935 der Maler Otto Tetjus Tügel an, mit dem Bußmann bis ins Alter befreundet war.
Neben den Engagements am Theater arbeitete Bußmann bereits seit ihrem 22. Lebensjahr als Rezitatorin, unter anderem auch für die Werke Gorch Focks. Ab Mitte der 1920er Jahre wirkte sie an einer Vielzahl von Hörspielen in niederdeutscher Sprache für die NORAG mit, die nach den Bühnenstücken der Niederdeutschen Bühne entstanden. Diese Arbeit setzte sich nach dem Zweiten Weltkrieg mit Hörspielen für den NWDR und NDR an der Seite ihrer Kollegen vom Ohnsorg-Theater fort. Von 1955 an sprach Bußmann in der Schulfunk-Sendung Neues aus Waldhagen die Rolle der Käthe Ziesemann, Ehefrau des Dorfschusters Emil Ziesemann (Otto Lüthje).
In ihrem Heim veranstaltete Bußmann Einladungen für die Hamburger Kulturszene. Sie war mit zahlreichen norddeutschen Künstlern befreundet und förderte junge Schauspieler, Musiker, Schriftsteller und Maler, so unter anderem auch Rudolf Kinau, einen Bruder Gorch Focks. Eine Freundschaft verband sie auch mit der niederdeutschen Schriftstellerin Hertha Borchert, deren Erzählungen sie im Reichssender Hamburg vortrug. Ihr Mann Carl Hager verteidigte während der 1940er Jahre mehrfach deren Sohn, den jungen Schauspieler und späteren Schriftsteller Wolfgang Borchert, bei seinen Strafprozessen gegen die Justiz des Dritten Reiches.
Von November 1939 an korrespondierte der damals 18-jährige Wolfgang Borchert regelmäßig mit der 32 Jahre älteren Schauspielerin. Die letzten erhalten gebliebenen Briefe stammen aus dem Mai 1946. Bußmann wurde Borcherts geistig-literarische Vertraute und Mentorin, der er selbstverfasste Gedichte zur kritischen Begutachtung zuschickte. Daneben kreiste die Korrespondenz um seine unerwiderte Liebe zu ihrer Tochter Ruth Hager. Die zentralen Motive des Briefwechsels waren laut Peter Rühmkorf Borcherts Traum, ein Künstler zu werden, und das „literar-erotische Parlando“ zwischen den Briefpartnern. Bußmanns künstlerischer Rat blieb zurückhaltend, vornehmlich an Details orientiert und im Grundton gütig und ermutigend. Seiner ersten Erzählung Die Hundeblume aus dem Jahr 1946 verlieh der junge Schriftsteller ursprünglich den Titel Aline. Zu Borcherts zehntem Todestag im November 1957 veröffentlichte Bußmann ihre Erinnerungen an den Schriftsteller. Teile ihrer Korrespondenz werden heute in der Staats- und Universitätsbibliothek Hamburg aufbewahrt.

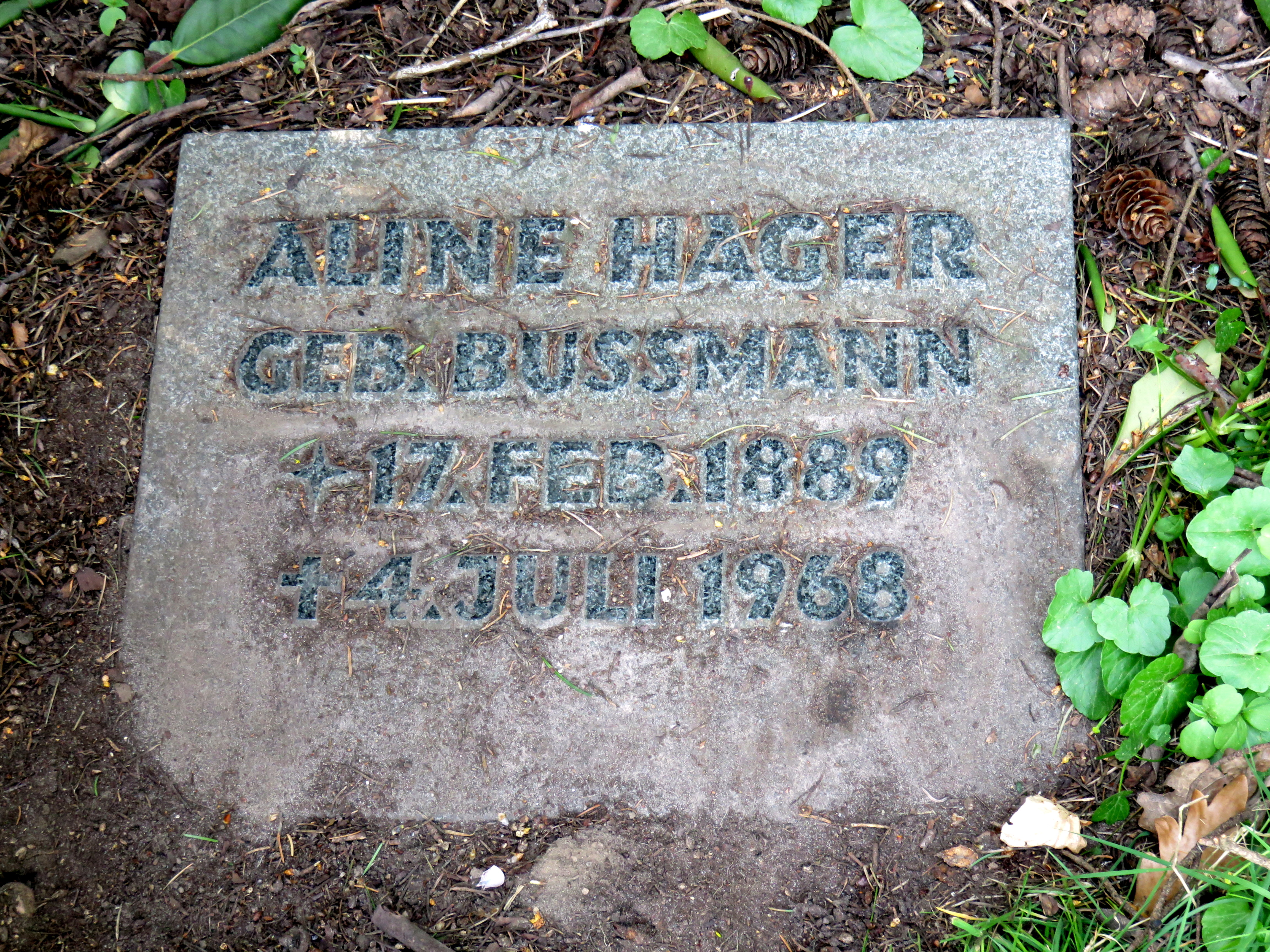
„Aline Hager, geb. Bussmann“, auf dem Friedhof Ohlsdorf

Hugo Sieker beschrieb Aline Bußmann: „Grazil von Gestalt, blond, einfühlsam, mit einer klangschönen Stimme begabt“. In ihrem dramatischen Spiel habe sie „die Skala weiblicher Möglichkeiten voll ausleben“ können. Sie selbst urteilte über ihre Schauspieltätigkeit: „Alles ist schön zu spielen, das Kleinste auch und Unscheinbarste, wenn es nur echt ist. Nicht Theater wollen wir spielen, leben wollen wir auf dem Theater.“
Noch in ihren letzten Lebensjahren wirkte sie an der Herausgabe der Briefe mit, die Gorch Fock an sie geschrieben hatte, erlebte aber deren Veröffentlichung im Jahr 1971 nicht mehr. Sie starb am 4. Juli 1968. Die Beisetzung fand sechs Tage später auf dem Friedhof Ohlsdorf in der Familiengrabstätte Hager im  Planquadrat P29-379-388 statt. Das Grab existiert noch.

## Aufzeichnungen aus dem Ohnsorg-Theater
- 1959: Das Herrschaftskind – Regie (Bühne): Hans Mahler; Fernsehregie: Alfred Johst

## Hörspiele
Aus der ARD-Hörspieldatenbank:
- 1924: De Fährkrog – Regie: Nicht angegeben (2 Live-Sendungen)
- 1924: Der Königsleutnant – Regie: Hans Bodenstedt
- 1924: Ein Sommernachtstraum – Autor: William Shakespeare; Regie und Sprecher: Hermann Beyer
- 1924: Leege Lüd – Regie: Nicht angegeben
- 1924: Cili Cohrs – Autor: Gorch Fock; Regie: Nicht angegeben
- 1924: Faust II. Teil – Autor: Johann Wolfgang von Goethe; Regie: Hans Bodenstedt; Hermann Beyer
- 1926: Doggerbank – Autor: Gorch Fock, Regie: Richard Ohnsorg
- 1926: Die Königin von Honolulu – Autor: Gorch Fock; Regie: Hans Böttcher (2 Live-Sendungen)
- 1949: Dat Moor – Autor: Bruno Wellenkamp; Regie: Hans Freundt
- 1950: Dat Düvel Maskenspill – Regie: Hans Freundt
- 1950: Gorch Fock – Söbentig Joahr – Autor: Rudolf Kinau; Regie: Hans Freundt
- 1950: Engel Kirk – Regie: Hans Freundt
- 1951: Mien lütt Dörp – Autor und Regie: Werner Perrey
- 1951: Interview mit einem Stern – Autor und Sprecher: Ernst Schnabel; Regie: Fritz Schröder-Jahn
- 1952: Schenkt ward di nix! – Regie: Hans Freundt
- 1952: Hans Brüggemann – Regie: Eberhard Freudenberg
- 1952: Pole Poppenspäler – Autor: Theodor Storm; Regie: Werner Perrey
- 1952: Lütt Seelken – Autor und Regie: Werner Perrey
- 1953: Sünnros – Autor: Otto Tenne; Regie: Hans Tügel
- 1953: Vertruun – Autor: Werner Perrey; Regie: Günter Jansen
- 1954: Wo de Welt to Enn is – Regie: Hans Tügel
- 1954: Hemmingstedt – Regie: Günter Jansen
- 1954: Hein Mahrt – Autor: Werner Perrey; Regie: Hans Tügel
- 1954: Harten ünner’n Hamer – Regie: Hans Tügel
- 1954: Mit Stappenbeck stimmt wat nich! – Autor: Wilfried Wroost; Regie: Hans Tügel
- 1954: Oold Isen – Regie: Hans Tügel
- 1954: Dat Leed vun de See – Regie: Günter Jansen
- 1954: Dat Hart is klöker – Regie: Hans Tügel
- 1955: Keen Grund un Bodden – Regie: Günter Jansen
- 1955: De Mudder – Regie: Günter Jansen
- 1955: Dor harr’n Uhl seten – Autor: Alma Rogge; Regie: Günter Jansen
- 1955: Up de Schattensiet – Regie: Günter Jansen
- 1955: De söbensinnige Möller – Regie: Hans Tügel
- 1955: Allns mit Sympathie – Autor: Rudolf Kinau; Regie: Nicht angegeben
- 1955: Alleen laten – Regie: Günter Jansen
- 1955: Dat Spill von de Hilligen Dree Könige – Regie und Sprecher: Hans Mahler
- 1955: Dat plattdütsche Krüppenspeel – Autor: Heinrich Schmidt-Barrien; Regie: Walter A. Kreye
- 1956: Kann dat angohn – Autor und Sprecher: Rudolf Kinau; Regie: Günter Jansen
- 1956: De Börgermeister vun Lütten–Bramdörp – Regie: Hans Tügel
- 1956: Fritz Stavenhagen – Regie: Hans Tügel
- 1956: De ruge Hoff – Autor: Fritz Stavenhagen; Regie: Hans Tügel
- 1956: De diamanten Brosch – Regie: Hans Tügel
- 1956: De letzte Breef – Regie: Günter Jansen
- 1956: De Stern achter de Wulken – Autor: Otto Tenne; Regie: Günter Jansen
- 1956: Südamerikan’sche Wull – Regie: Günter Jansen
- 1957: Op legen Weg – Regie: Ivo Braak
- 1957: Söben mol teihn – Autor: Rudolf Kinau; Regie: Günter Jansen
- 1957: De Froensborg – Regie: Eberhard Freudenberg
- 1957: Ploogsteert un Sleef – Regie: Wolfgang Harprecht
- 1957: To froh un to last – Regie: Günter Jansen
- 1957: Calluna I. – Regie: Heinrich Koch
- 1957: Dat Düvelsexamen – Regie: Hans Tügel
- 1958: Ballast – Regie: Walter A. Kreye
- 1958: De Doden sünd dod – Regie: Hans Tügel
- 1958: Kattengold – Regie: Hans Tügel
- 1958: Dat Schüttenbild. En Speel um Rembrandt – Regie: Hans Tügel
- 1958: De dumme Ilsebill – Regie: Hans Mahler
- 1958: Pott will heiraten (niederdeutsche Version von Die Heirat von Nikolai Gogol) – Regie: Hans Tügel
- 1959: Vun den Padd af – Regie: Hans Tügel
- 1959: Anners een ehr Kind – Regie: Heinz Lanker
- 1959: De Dannboom ward doch brenn – Regie: Heinz Lanker
- 1960: Ose von Sylt – Regie: Gustav Burmester
- 1960: Bott för de Doden – Regie: Hans Tügel
- 1960: De verloren Söhn – Regie: Hans Tügel
- 1961: Straten – Regie: Hans Tügel
- 1961: Ick weet vun nix! – Autor und Sprecher: Rudolf Beiswanger; Regie: Günther Siegmund
- 1961: Snieder Nörig – Autor: Paul Schurek; Regie: Hans Tügel
- 1962: Dat Düvelsspill. Nach dem Redentiner Osterspiel – Regie: Hans Tügel
- 1962: Leentje Marten – Autor: Jan Fabricius; Regie: Heinz Lanker
- 1963: De Dood in’n Appelboom – Autor: Paul Jessen; Regie: Heinz Lanker
- 1963: Spöök vun güstern – Regie: Hans Tügel
- 1963: Twee Dören – Regie und Sprecher: Rudolf Beiswanger
- 1963: Dat Wienglas – Autor: Otto Tenne; Regie: Hans Tügel
- 1963: De verloren Wiehnachtssteern – Regie: Günther Siegmund

## Veröffentlichungen
- Lebensbeschreibung in: Gorch Fock: Sterne überm Meer. Tagebuchblätter und Gedichte. M. Glogau jr., Hamburg 1917, S. 9–53.
- Gedenkwort zum Erzählband von Gorch Fock: Nach dem Sturm. Glogau, Hamburg 1936: Gorch Fock im Projekt Gutenberg-DE
- Nachwort zum Erzählband von Gorch Fock: Das schnellste Schiff der Flotte. Reclam, Leipzig 1937: Gorch Fock im Projekt Gutenberg-DE
- Erinnerungen an Wolfgang Borchert. Zur 10. Wiederkehr seines Todestages am 20. November 1957. Rowohlt, Hamburg 1957.